# Bangui
Bangui (b'angi) glavni je i najveći grad Srednjoafričke Republike. Grad i okolno područje imaju najveću gustoću naseljenosti u državi. Bangui leži na desnoj obali rijeke Ubangi, 100 km sjeverno od tromeđe Srednjoafrička Republika-Republika Kongo-Demokratska Republika Kongo. Premda smješten u prefekturi Ombella-M'Poko, ima vlastitu neovisnu upravu.
Proizvodi se sapun i duhan. Razvijena je trgovina pamukom i kavom. Grad ima i zračnu luku Bangui M'Poko‎.
Zbog stalnih borbi između militantnih frakcija, siromaštva i kriminala, Bangui je jedan od najgorih svjetskih gradova za život, prema istraživanju konzalting tvrtke Mercer. Gori je samo Bagdad.
Godine 2003., Bangui je imao 622.771 stanovnika.

## Vanjske poveznice
|  | Zajednički poslužitelj ima još gradiva o temi Bangui |